# MV Conception
El hundimiento del MV Conception ocurrió el 2 de septiembre de 2019, cuando el barco de buceo de 75 pies (23 m) se incendió y finalmente se hundió frente a la costa de la isla de Santa Cruz, California, Estados Unidos. El barco estaba anclado durante la noche en Platts Harbor, una pequeña bahía en la costa norte de la isla, con 33 pasajeros y 1 miembro de la tripulación durmiendo debajo de la cubierta cuando se desató un incendio poco después de las 3 a.m. Cinco miembros de la tripulación, cuyos dormitorios estaban en la cubierta superior, sobrevivieron mientras que todos los demás a bordo murieron. Los miembros de la tripulación se vieron obligados por el fuego a saltar por la borda, pero no antes de realizar una llamada de socorro inicial a la Guardia Costera e intentar alertar a los pasajeros. La tripulación recuperó el esquife del Conception y se dirigió a un barco cercano donde se realizó un segundo despacho de radio. Las operaciones de rescate y recuperación fueron coordinadas por la Guardia Costera de los Estados Unidos.
Es el peor desastre marítimo en California desde el hundimiento del Brother Jonathan en 1865, y el más mortífero en los Estados Unidos en general desde la explosión de la torreta del USS Iowa en 1989. También es el desastre relacionado con el transporte más mortífero en los Estados Unidos desde el accidente del vuelo 3407 de Colgan Air en 2009 cerca de Buffalo, Nueva York.

## Galería de Fotos

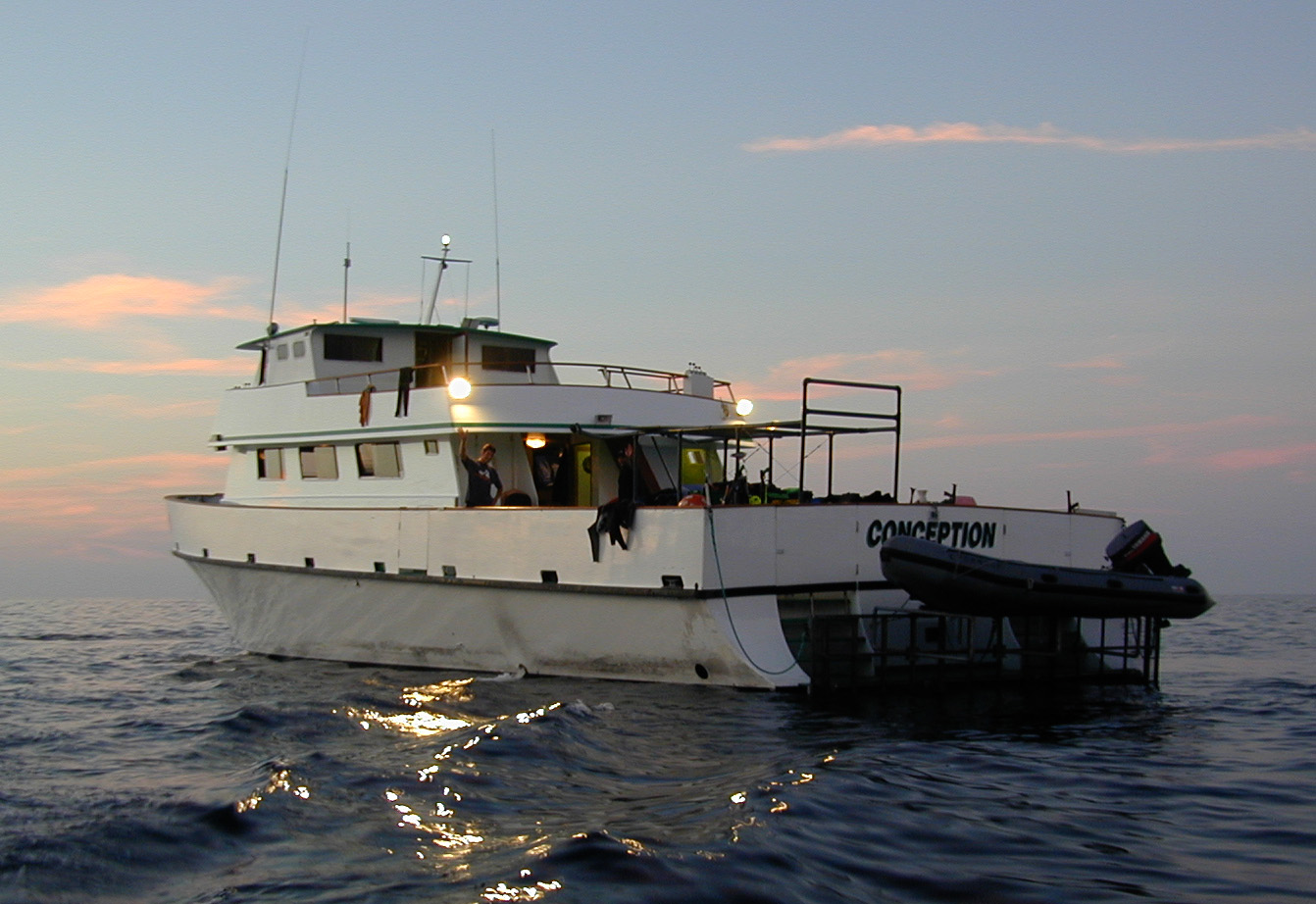
El Conception en mayo del año 2000.
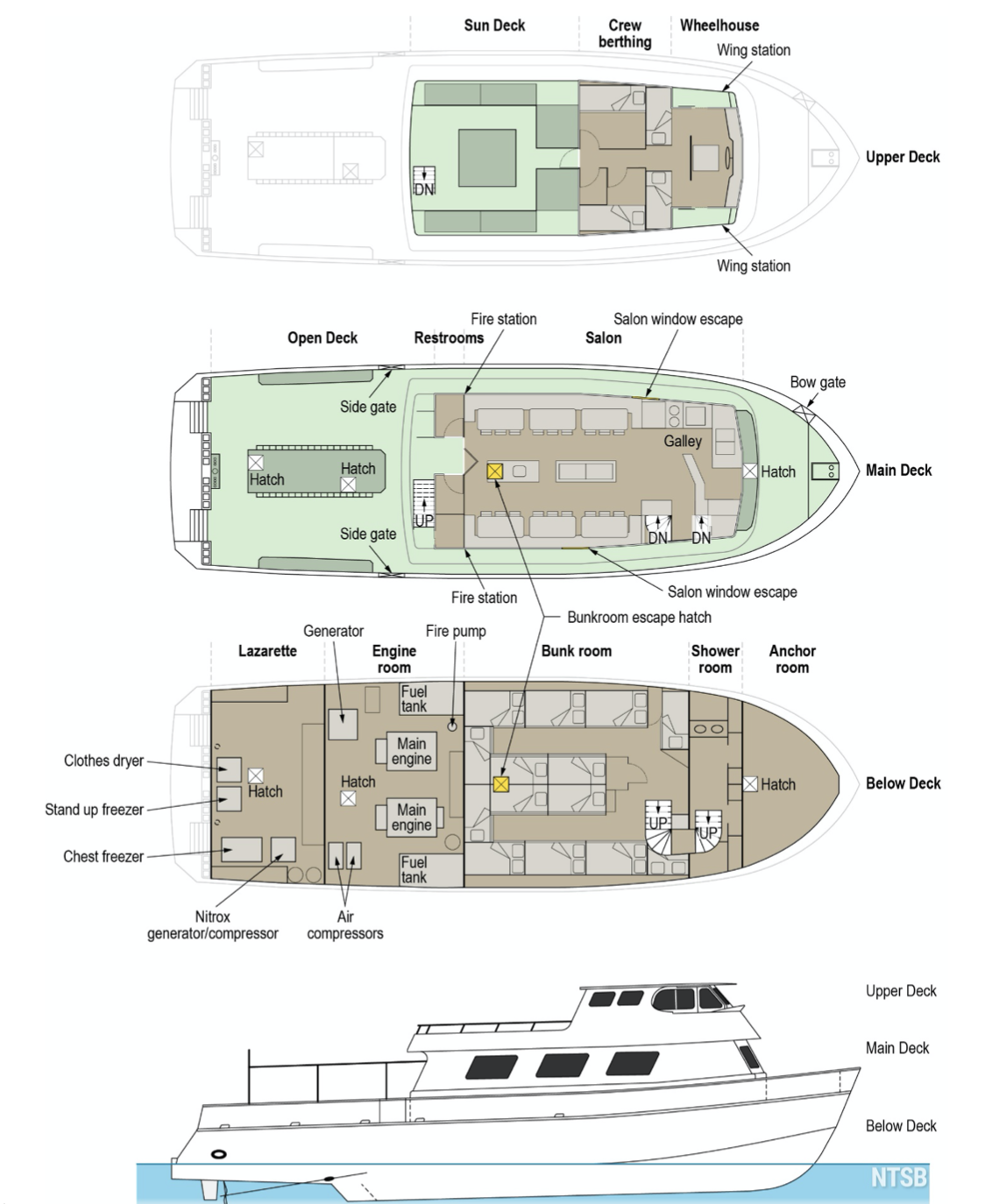
Disposición general de las cubiertas, MV Conception (del informe de hechos de la NTSB).
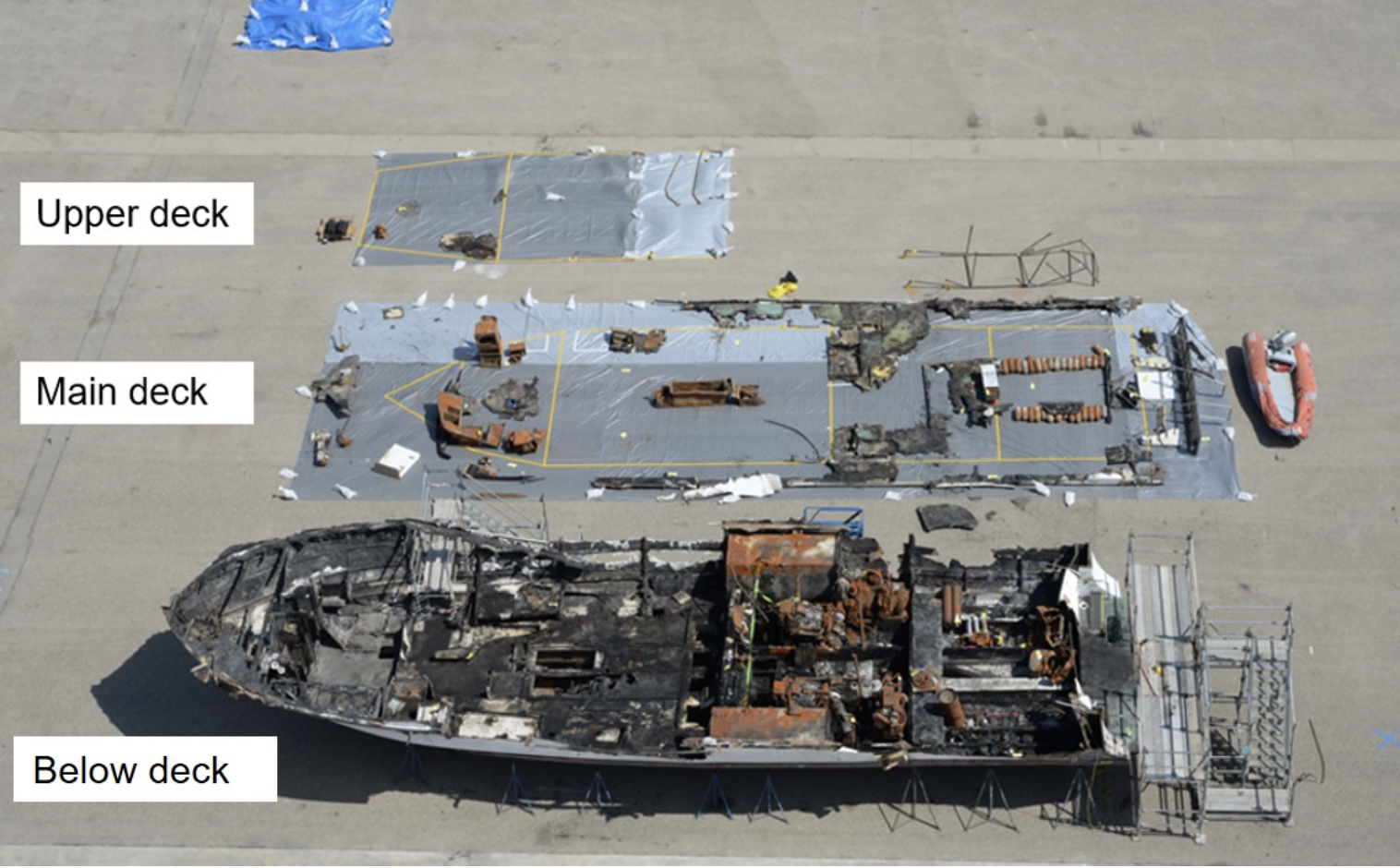
Restos del buque dispuestos por cubierta.